# Night Nurse
Night Nurse es el nombre de una serie de cómics de Marvel Comics publicada a principios de 1970, así como el alter ego más tarde asumido por uno de sus personajes, Linda Carter. Carter fue uno de los tres personajes centrales, creada por el escritor Jean Thomas, que apareció por primera vez en Night Nurse # 1 (noviembre de 1972), a pesar de que anteriormente era el ejemplo de otra serie de Marvel publicada en 1961. Carter más tarde adoptó el nombre de "Night Nurse" por sí misma, y en esta encarnación apareció por primera vez en Daredevil vol. 2, # 58 (mayo de 2004), escrito por Brian Michael Bendis, como una profesional de la medicina que se especializa en ayudar a los superhéroes heridos.
Night Nurse Christine Palmer es reinventada como cirujana en la película Doctor Strange (2016) de Marvel Cinematic Universe interpretada por Rachel McAdams. McAdams repitió su papel en la serie animada de Disney+, What If...? (2021) y en Doctor Strange en el multiverso de la locura (2022).

## Historia de la publicación
Night Nurse era un título de Marvel Comics que duró cuatro temas (encubrimiento de fecha de noviembre de 1972 - mayo de 1973). El drama médico / el romance serie, se centró en las aventuras de tres compañeras de piso que trabajaban el turno de noche en el ficticio Hospital de General Metropolitano en la ciudad de Nueva York: Linda Carter, Georgia Jenkins, y Christine Palmer.
Enfermera de noche era uno de un trío de Marvel Comics de la época que se dirige a un público femenino, junto con las garras del gato y Shanna la Diablesa. El escritor-editor de Marvel, Roy Thomas recordó en 2007 que el editor en jefe Stan Lee "tuvo la idea, y creo que los nombres, para los tres. Él quería hacer algunos libros que tendrían un atractivo especial para las niñas. Siempre buscábamos de manera de ampliar nuestra franquicia. Mi idea era... para tratar de lograr que las mujeres que escribirlas".
La serie fue creada por el escritor Jean Thomas, que estaba en el momento casado con Roy Thomas, y el artista Winslow Mortimer. Las historias, a diferencia de la mayoría de las ofertas de Marvel en el momento, no contienen superhéroes o elementos fantásticos. Sin embargo, las Night Nurse se encuentran con "el peligro, el teatro y la muerte", como proclama la etiqueta cubierta, ya que trabajan con las parcelas de bomba de aluminio, exponer a los cirujanos incompetentes y hacer frente en turba a sicarios.
Night Nurse # 4 es el único número de la serie que tiene lugar lejos de metro en General y la ciudad de Nueva York. Esta historia se desplaza desde el drama urbano de las tres primeras cuestiones y en su lugar cuenta con Christine envuelto en una gótica aventura, con una mansión presentimiento, pasadizos secretos polvorientos, y luces misteriosas. Edición # 4 también fue el último de la serie. En una entrevista en 2010, Jean Thomas ofreció su teoría sobre la cancelación anticipada de la serie: " Night Nurse fue un intento de crear un libro de cómics por la misma audiencia de chicas jóvenes que leen tales serie de libros como Cherry Ames, Sue Barton y Nancy Drew, tal vez el formato de cómic simplemente no recurrió a ese grupo también puede haber sido difícil de distribuir o pantalla:. demasiado serio como para estar con los cómics de romance, pero no por los hombres de acción orientado suficiente para estar con los cómics de superhéroes, por lo que, lamentablemente, ventas bajas condujeron a la cancelación".
Linda Carter volvió a aparecer como un profesional de la medicina que se especializa en ayudar a superhéroes heridos en Daredevil vol. 2, # 58 (mayo de 2004), escrito por Brian Michael Bendis y dibujada por Alex Maleev. Matt Murdock / Daredevil se refiere a su entonces como "la noche enfermera... [que es] favorable a... disfrazadas de las personas que reciben un poco mellado en... la llamada del deber." 
La coestrella Christine Palmer reapareció en Nightcrawler vol. 3, # 1 (septiembre de 2004). Roberto Aguirre-Sacasa, el escritor de Nightcrawler, dijo que era "un gran fan" de la enfermera de noche, y quería traer de vuelta al personaje cuando se dio cuenta de que su primera historia Nightcrawler se llevaría a cabo en un hospital.
Un tema de una sola vez, Night Nurse vol. 2 (julio de 2015), reimpreso cuatro números de la serie 1970, así como Daredevil vol. 2, # 80 (febrero de 2006).
Antes de Night Nurse, el escritor y editor Stan Lee y el artista Al Hartley embalados la serie Linda Carter, la enfermera de estudiante por Atlas Comics, precursora de 1950 de Marvel. Se corrió nueve temas (Sept. 1961 - Dic 1963). It ran nine issues (septiembre de 1961 – enero de 1963).

## Personajes
Mientras que las tres compañeras inicialmente discuten entre ellos, pronto se enlazan a través de su soledad compartida, y se convierten en mejores amigas. En un principio, ninguno de las tres enfermeras luego usó "Night Nurse" como una etiqueta, aunque el cuadro de "Next Issue" de Night Nurse # 1 promesas, "aventuras más reales como la vida de Linda Carter, Night Nurse!"

### Linda Carter
Linda Carter es la hija de un médico en Allentown, Nueva York. Después de trasladarse a la ciudad de Nueva York y mudarse con compañeras, Christine Palmer y Georgia Jenkins, conoce y se enamora de Marshall Michaels, un rico hombre de negocios. Cuando le obliga a elegir entre casarse con él o quedarse en Metro general como una enfermera, ella elige su carrera. En los siguientes dos números de la serie, Linda demuestra que sus habilidades no se limitan a la práctica de enfermería, mientras se realiza el trabajo de detective para ayudar a exponer a un cirujano incompetente y evita que un asesino a sueldo de asesinar a un paciente. En el momento en la serie fue cancelada, se había iniciado un romance en ciernes con el Dr. Jack Tryon, un joven médico residente. Palmer es el protagonista de Night Nurse # 4, con Carter haciendo un cameo de un solo panel y Jenkins no aparecer en absoluto.
Carter reaparece en Daredevil vol. 2, # 58 (mayo de 2004), se encarga de que el héroe herido de gravedad después de su derrota por la Yakuza. Después de haber sido rescatado por un superhéroe y que quieran pagar la comunidad sobrehumana vuelta por el ministerio para la salud de los Héroes, a menudo pro bono, se convierte en un personaje que los superhéroes, incluyendo Luke Cage y Puño de Hierro - buscan a cabo por fuera de la atención médica de registro. Durante "guerra civil" sobre registro del gobierno, ella esta siempre al lado del Capitán América en contra el acto de registro, y se une a su grupo de resistencia. A pesar de que es difícil de reconocer en la guerra civil # 2 (agosto de 2006), el editor Tom Brevoort afirmó que Carter era bienvenida al equipo de superhéroes, los Jóvenes Vengadores en la nueva sede. Carter hace equipo con el Doctor Strange en el cinco números miniserie Doctor Extraño: El Juramento (diciembre de 2006-abril de 2007), Al final, Carter y Strange entran en una relación, que termina más tarde.
Carter está gravemente herida después de ser secuestrada y torturada por los alienígenas Skrulls durante la invasión Skrull. Después de una prisión posterior por el recién formado H.A.M.M.E.R., se forma un enlace con la asesina Ninja, Elektra.

### Georgia Jenkins
Georgia Jenkins es una afroamericana enfermera que viene de una ciudad interior en el barrio, de cuadras del Hospital General de Metro. En sus días libres del trabajo, ella proporciona atención médica gratuita a las personas en su antiguo blarrio. Ella descubre que su hermano mayor, Ben fue estafado en casi la voladura del generador del hospital. A pesar de que Ben tiene un cambio de corazón y recibe un disparo mientras trataba de proteger a las enfermeras, Georgia se encuentra en el número 3 que Ben ha sido condenado a 10-a-20 años de prisión. Ella furiosamente compara la dureza de su oración con el hecho de que poderosos criminales de la mafia caminan libres.

### Christine Palmer
Christine Palmer sale de su casa en "un barrio exclusivo del Medio Oeste" en contra de los deseos de su padre, con la intención de "hacer una nueva vida sin dinero de su padre". En la edición # 2, su padre llega a Nueva York para tratar de convencerla de que regresara a su vida como una debutante, amenazando que "si no llega a casa por Acción de Gracias, entonces no volver a casa en absoluto!". A pesar de que considera su oferta, ella elige quedarse en Nueva York y se convierte en una enfermera quirúrgica para el Dr. William Sutton. Cuando la carrera del Dr. Sutton termina en desastre, ella sale de la ciudad de Nueva York y sus amigos atrás, y viaja por el país, para encontrar un empleo como enfermera privada para un parapléjico en una mansión espeluznante. Sin embargo, esta posición particular es de corta duración. Palmer termina volviendo al Hospital General Metropolitano, donde se encuentra por primera vez con Tormenta y Nightcrawler de los X-Men. Se revela en Nightcrawler serie que su madre vive en Tucson, Arizona.

## En otros medios

### Marvel Cinematic Universe

#### Cine
- Christine Palmer aparece en Doctor Strange (2016), interpretada por Rachel McAdams.[22][23][24] En la película se la representa como una cirujana compañera, exnovia y aliada de Stephen Strange. Inicialmente, Palmer trata de ayudar a Strange a seguir adelante con la vida luego de su accidente automovilístico, que le dañó permanentemente las manos. Sin embargo, más tarde lo deja después de que él la acusa de compadecerse de él. Más tarde realiza un procedimiento médico de emergencia en Strange después de una lesión crítica que sufrió mientras luchaba contra Kaecilius y sus fanáticos en el Santuario de Nueva York. Más tarde, ella trata de ayudar a salvar al Ancestral, pero no pudo porque las heridas de esta última eran demasiado severas.
- McAdams vuelve a interpretar a Christine Palmer en Doctor Strange en el multiverso de la locura (2022).[25] En la película, después de sobrevivir al El Blip, aparece en la boda, casándose con un hombre llamado Charlie, quién es fan de Strange. 
  - Una variante del universo alternativo funcionó para la Fundación Baxter en la Tierra-838 para analizar amenazas multiversales.

#### Televisión
- En Netflix, el Universo Marvel cinematográfico de televisión por Internet, la serie Daredevil, Rosario Dawson interpreta a la enfermera Claire Temple, un personaje con atributos compuesto similar a la enfermera de noche y la versión de cómic, Temple, una enfermera asociada principalmente con Luke Cage..[26][27][28] El showrunner de Daredevil  Steven S. DeKnight va señalando que el personaje era originalmente "va a ser la enfermera de noche real de los cómics... teníamos su nombre en un guion y que regresó de que era posible que se usará en Marvel Studios" y 'tenía planes para ella por el camino', haciendo necesario el cambio en el uso del cómic más oscuro personaje, Claire Temple como su nombre.[29][13] Y añadió: "que acaba de cambiar a otro personaje que fue muy mucho tipo del mismo reino de la enfermera de noche". Dawson repitió el papel en la serie Jessica Jones,[30] Luke Cage,[31][32]Iron Fist y Los Defensores.[33][34] En Luke Cage, Claire despectivamente es referenciada como "Enfermera Nocturna", un gánster llamado Sugar, interpretado por Sean Ringgold.[35]
- Se hace referencia a Linda Carter en el episodio de The Defenders "The Defenders".[36] Ella está en la pizarra de la habitación del hospital de Misty Knight en el momento en que Colleen Wing la estaba visitando.
- Además, McAdams expresa una versión alternativa de Palmer en la serie animada de Disney+ What If ...?, episodio "¿Qué pasaría si... Doctor Strange perdiera su corazón en vez de sus manos?".[37]

### Videojuegos
- En el juego móvil por turnos Marvel Strike Force, Night Nurse es un personaje héroe desbloqueable que puede unirse al equipo del jugador. Ella está armada con un arma que dispara agujas hipodérmicas, pero principalmente actúa como una sanadora para el equipo. Recientemente, Night Nurse pertenece al equipo de Shadowland, junto a personajes como Daredevil, White Tiger (Ava Ayala), Elektra Natchios y Caballero Luna.